# Octave (liturgie)
L'octave est une période de huit jours suivant les fêtes religieuses catholiques les plus importantes et destinée à les solenniser, c'est-à-dire, depuis 1955, l'octave de Noël, l'octave de Pâques et l'octave de la Pentecôte. Le terme est principalement utilisé par l'Église romaine, les Églises d'Orient parlant plutôt d'après-fête dans les langues des régions concernés. Cette période d'après-fête a des durées variables : autour d'une semaine en général, un peu moins lorsque la fête tombe en carême (un seul jour pour l'Annonciation), plus pour les plus grandes fêtes (onze jours pour Noël, 39 pour Pâques).
L'Église catholique fixait autrefois les époques de l'année où il n'était pas permis de se marier : de l'Avent à l'octave de l'Épiphanie, de la Septuagésime à l'octave de Pâques, du troisième jour avant l'Ascension à l'octave de la Pentecôte. 

### Articles liés
- Apodose (dans les Églises d'Orient)
- Isrou 'Hag (judaïsme)